# 京瓷前站

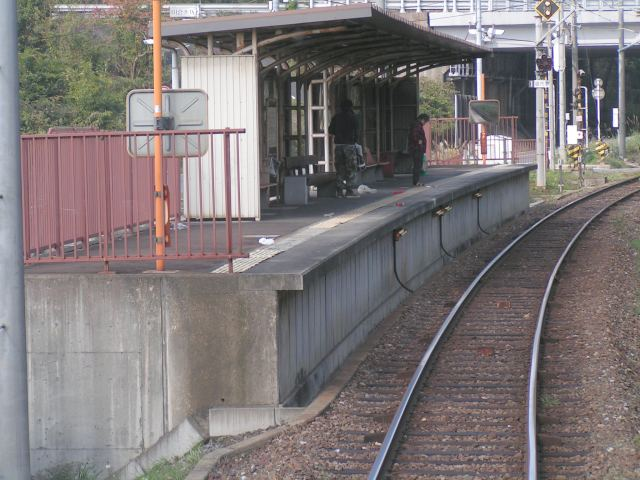
月台（2005年10月）

京瓷前站（日语：／ Kyoseramae eki */?）是位於滋賀縣東近江市川合町，屬於近江鐵道本線的車站。車站編號為OR28。本站是京瓷公司為方便滋賀八日市工場的員工通勤而向近江鐵道請求設立的車站，車站土地為京瓷公司所有。

## 歷史
- 1991年（平成3年）3月16日 - 車站啟用[1]。

## 車站構造
本站是地面車站，設有1面1線的單式月台。此站是無人車站。

## 使用狀況
根據「東近江市統計書」，以下為近年一日平均乘車人次。
| 年度   | 一日平均 乘車人次 |
| ------ | ----------------- |
| 2002年 | 36                |
| 2003年 | 31                |
| 2004年 | 33                |
| 2005年 | 31                |
| 2006年 | 29                |
| 2007年 | 32                |
| 2008年 | 32                |
| 2009年 | 28                |
| 2010年 | 29                |
| 2011年 | 36                |
| 2012年 | 40                |
| 2013年 | 37                |
| 2014年 | 36                |
| 2015年 | 37                |
| 2016年 | 51                |

## 車站周邊
京瓷滋賀蒲生工場位於車站東邊，需要步行大約10分鐘。在該處更東邊設有京瓷滋賀八日市工場等布引工業團地。站前沒有很多民居。
- 京瓷滋賀蒲生工場
- 布引工業團地
- 京瓷滋賀八日市工場
- FamilyMart 東近江川合町店

## 巴士路線
| 乘車處 | 系統   | 主要途經           | 目的地           | 巴士公司 | 備註         |
| ------ | ------ | ------------------ | ---------------- | -------- | ------------ |
| 京瓷前 | 長峰線 | 櫻川站、宮川       | 長峰集會所       | 近江鐵道 | 只於早上行走 |
| 京瓷前 | 長峰線 | 櫻川站、市子松井   | 長峰集會所       | 近江鐵道 | 日間以後行走 |
| 京瓷前 | 長峰線 | 茜古墳公園前、岩倉 | 近江八幡站南出口 | 近江鐵道 |              |

## 與其他站相異
在近江鐵道主要車站中，上張貼了「最近京瓷巨蛋大阪的車站不是京瓷前」的有趣告示。京瓷巨蛋大阪是位於大阪府大阪市西區千代崎的巨蛋體育館，因京瓷公司冠名贊助而得名，距離位於滋賀縣的此站多於100公里，因此實際上不會發生錯誤地於此站下車可前往京瓷巨蛋大阪。只外，JR和近江鐵道的轉乘站近江八幡站也有這樣的告示。
實際上，最近京瓷巨蛋大阪的車站是Osaka Metro長堀鶴見綠地線的「圓頂球場前千代崎站」和阪神難波線的「圓頂球場前站」。此站，阪神難波線的圓頂球場前站鄰站名為「櫻川站」，而此站「京瓷前站」的鄰站名稱也是櫻川站，這個不謀而合的情況也成為了一個話題。
在讀賣電視台的特別節目（2016年9月13日（12日深夜）清晨0時54分至1時59分於關西地區放映）中，曾經調查夠竟是不是真的有人誤以為此站是最接近京瓷巨蛋大阪。因此在節目中，兩組團體本來前往京瓷巨蛋大阪參加偶像團體「嵐」的，但是他們錯誤地來到了此站。當時由於他們不了解關西的地方，因此使用網路的路線搜索時，輸入「京瓷」時出現了「京瓷前站」，並以為該站的意思是指「京瓷巨蛋大阪之前」，因此錯誤地來到此站。

## 相鄰車站
近江鐵道
■本線（水口·蒲生野線）
大學前（OR27）－京瓷前（OR28）－櫻川（OR29）

## 注腳
1. 1 2  . 毎日新聞（朝刊） (毎日新聞社). 1991-03-17 （日语）.
2. ↑  . Jタウンネット滋賀県. 2015-04-07  [2021-09-30]. （原始内容存档于2021-03-08） （日语）.
3. 1 2  . Lmaga.jp. 2021-08-06  [2021-08-08]. （原始内容存档于2021-08-08） （日语）.
4. ↑  Doしてこうなった！？（日語） - goo電視節目（關西版）2016年9月12日

## 外部連結
- 京瓷前站 （页面存档备份，存于）（日語）（各站資訊）- 近江鐵道